# 횡천면
횡천면(橫川面)은 대한민국 경상남도 하동군의 면이다. 조선 현종 때 군소재지이기도 하였으며, 주요 도로망이 사통팔달되어 있어 도인촌으로 유명한 청학동으로 가는 도로의 관문이기도 하다. 참게, 다슬기 등으로 유명한 청정 1급수 횡천강이 흐르고 있다.

## 연혁
- 675년 신라 문무왕 15년 -횡천촌
- 1661년 조선 현종 2년 20여년간 본군소재지
- 1703년 조선 숙종 29년 내횡보면
- 1914년 횡천면

## 행정 구역
- 전대리(田垈里)
- 애치리(艾峙里)
- 여의리(如意里)
- 횡천리(橫川里)
- 월평리(月坪里)
- 남산리(南山里)
- 학리(鶴里)

## 교육
- 횡천초등학교
- 횡천중학교 (폐교)

## 교통
- 경전선 횡천역

## 특산물
- 밤
- 딸기